# Jiří Koubský
Jiří Koubský (* 5. August 1982 in Kyjov, Tschechoslowakei) ist ein ehemaliger tschechischer Fußballspieler und heutiger Trainer.

## Vereinskarriere
Koubský begann seine Karriere in den Jugendmannschaften von Jiskra Kyjov und Slovácká Slavia Uherské Hradiště. 1996 wurde er vom tschechischen Verein FC Zlín (inzwischen FC Trinity Zlín) verpflichtet, für den er in der Saison 2002/03 in der Profimannschaft debütierte und sich einen Stammplatz sichern konnte.
Koubský wurde 2004 von Sparta Prag auf Leihbasis verpflichtet, konnte sich dort allerdings nicht durchsetzen und kam auf lediglich zwei Spiele in der Hinrunde der Spielzeit 2004/05. Anfang 2005 kehrte der Innenverteidiger, der auch im defensiven Mittelfeld eingesetzt werden kann, nach Zlín zurück.
Im Sommer 2005 wechselte Koubský in die Schweiz zum FC St. Gallen, für den er direkt in seiner ersten Saison 31 Spiele bestritt und ihm fünf Tore gelangen. Nach fünf Jahren in St. Gallen kehrte Koubský nach Tschechien zurück und schloss sich Slavia Prag an. Im Juli 2011 wechselte er die slowakische Liga zum FC Spartak Trnava.
Für die Spielzeit 2013/14 wechselte Koubský erneut in die Schweiz zum FC Aarau, bevor er für vier Jahre zum FC Köniz in die dritthöchste Schweizer Liga ging, wo er insgesamt 76 Spiele mit insgesamt fünf Torerfolgen absolvierte. In der Saison 2018/19 wurde er nur noch für die zweite Mannschaft des FC Köniz in der fünften Liga  eingesetzt und beendete dort im Juli 2019 seine Karriere.
Nach dem Ende seiner aktiven Karriere übernahm Koubský mehrere Trainerposten. Aktuell ist er Trainer des schweizerischen Vereins FC Muri-Gümligen.

## Nationalmannschaft
Koubský spielte für die tschechische U16-, U17-, U18- sowie U20-Auswahl. Im Juli 2001 nahm Koubský mit der tschechischen U-18-Auswahl an der U-18-Fußball-Europameisterschaft 2001 in Finnland teil, bei der Tschechien auch dank zweier Treffer von Koubský das Endspiel gegen Polen erreichte, das allerdings mit 1:3 verloren wurde.
Zwischen 2002 und 2003 wurde der Verteidiger in 16 Spielen der tschechischen U-21-Nationalmannschaft eingesetzt und erzielte dabei vier Treffer.

## Erfolge
AC Sparta Prag
- Tschechischer Meister: 2004/05